# Sympistis penthica
Sympistis penthica är en fjärilsart som beskrevs av Hans Ferdinand Emil Julius Stichel 1911. Sympistis penthica ingår i släktet Sympistis och familjen nattflyn. Inga underarter finns listade i Catalogue of Life.